# Кабалин, Николай Петрович
Николай Петрович Кабалин (1920—1991) — Гвардии старшина Рабоче-крестьянской Красной Армии, участник Великой Отечественной войны, Герой Советского Союза (26.04.1944).

## Биография
Николай Кабалин родился 24 февраля 1920 года в селе Ново-Александровка (ныне — Старошайговский район Мордовии). С 1930 года проживал в Нижнем Новгороде, где окончил десять классов школы, после чего работал на Горьковском автомобильном заводе. В мае 1941 года был призван на службу в Рабоче-крестьянскую Красную Армию. С декабря 1942 года — на фронтах Великой Отечественной войны. Принимал участие в боях на Северо-Западном, Воронежском, 1-м Украинском фронтах, пять раз был ранен. Участвовал в боях на Псковщине, в Житомирско-Бердичевской, Проскуровско-Черновицкой операциях. К марту 1944 года гвардии старший сержант Николай Кабалин был помощником командира взвода мотострелкового батальона 21-й гвардейской механизированной бригады 8-го гвардейского механизированного корпуса 1-й танковой армии 1-го Украинского фронта. Отличился во время форсирования Днестра.
24 марта 1944 года Кабалин первым на своём участке переправился через Днестр в районе села Устечко Тернопольской области Украинской ССР и уничтожил расчёт вражеского пулемёта на западном берегу реки, благодаря чему основные силы смогли без потерь переправиться и захватить плацдарм.
Указом Президиума Верховного Совета СССР от 26 апреля 1944 года за «образцовое выполнение боевых заданий командования на фронте борьбы с немецкими захватчиками и проявленные при этом мужество и героизм» гвардии сержант Николай Кабалин был удостоен высокого звания Героя Советского Союза с вручением ордена Ленина и медали «Золотая Звезда» за номером 4454.
В декабре 1944 года Кабалин был демобилизован по инвалидности. Вернулся в Горький, продолжал работать на Горьковском автомобильном заводе. 
Скончался 23 февраля 1991 года, похоронен на Старом Автозаводском кладбище Нижнего Новгорода.
Был также награждён орденом Отечественной войны 1-й степени, двумя орденами Красной Звезды, рядом медалей.